# Falco cenchroides
Il gheppio australiano (Falco cenchroides Vigors e Horsfield, 1827) è un uccello falconiforme della famiglia dei Falconidi. È uno dei falchi più piccoli del mondo e, diversamente da molti di essi, non fa affidamento sulla velocità per catturare le prede. Rimane semplicemente appollaiato in posizione elevata in attesa che una preda gli passi vicino, ma possiede anche una tecnica caratteristica che gli permette di catturare le prede in volo su campi coltivati e praterie. Si ritiene che sia uno stretto parente del gheppio comune e, probabilmente, del gheppio macchiato. Sembra che si sia evoluto a partire da gheppi comuni ancestrali che raggiunsero la regione australiana nel Pleistocene medio - meno di un milione di anni fa - e si adattarono alle condizioni locali.

## Descrizione
Il gheppio australiano, lungo circa 31–35 cm, è un piccolo falco di colore marrone o rossiccio sul dorso e bianco o biancastro sul ventre, con la punta della coda nera. Il piumaggio varia considerevolmente nei dettagli e alcuni esemplari possono avere un piumaggio molto scialbo, ma la costituzione leggera, le piccole dimensioni e il caratteristico modo di librarsi in aria con le ali distese rendono molto facile la sua identificazione. (Gli unici altri rapaci australasiatici in grado di librarsi in aria ad ali distese sono i nibbi della sottofamiglia degli Elanini, di colore molto più chiaro e un po' più grandi, e il falco bruno, molto più grande e più tozzo, che però rimane sospeso in aria con difficoltà). In tutte le sue caratteristiche il gheppio australiano somiglia proprio a una forma chiara, meno chiazzata e più piccola del gheppio comune, da cui infatti deriva.

## Distribuzione e habitat
Il gheppio australiano è un rapace molto comune e facilmente avvistabile; vive in Australia, Nuova Guinea e nelle isole vicine e talvolta fa la sua comparsa anche in Nuova Zelanda. Occupa qualsiasi tipo di terreno che non sia fittamente alberato, ma in particolare predilige le praterie temperate e le aree boschive aperte. Nelle regioni tropicali del nord e nei deserti sabbiosi dell'ovest ha una diffusione irregolare e stagionale.
Come molti uccelli australiani, anche questa specie non ha abitudini migratorie determinate: nelle praterie del sud le coppie sono stanziali tutto l'anno, ma molti altri esemplari migrano a nord durante l'inverno australe o si spingono nell'interno arido in cerca di nutrimento.

## Biologia
La dieta è piuttosto varia e comprende un gran numero di insetti, ma anche piccoli uccelli e rettili e, in particolare, piccoli roditori, specialmente topi. Il gheppio australiano è molto adattabile ed ha sviluppato vari metodi di caccia: uno di questi, il più comune, consiste semplicemente nel restare appollaiato in posizione elevata (su un albero secco o un palo del telegrafo) in attesa della preda, ma il più caratteristico consiste nel rimanere immobile in aria mentre scruta in cerca di preda il terreno di aree coltivate e praterie.
Generalmente avvistato da solo o in coppie, se le condizioni sono buone può raggrupparsi in ampi stormi che possono essere costituiti anche da 30 esemplari. Le coppie sono generalmente monogame e al di fuori della stagione della nidificazione i partner possono sia rimanere uniti che disperdersi verso territori diversi. Il nido è una struttura molto spartana: è costituito, ad esempio, dalla cavità di un albero, dalla parete di una rupe o da un nido abbandonato di Corvidi, e i gheppi non vi aggiungono alcuna modifica.
Verso la fine dell'inverno vengono deposte da tre a sette uova (solitamente quattro), incubate dalla sola femmina. La schiusa avviene dopo 26-28 giorni; il maschio porta il nutrimento alla femmina mentre questa continua a covare fino a che i piccoli non sono in grado di volare: a quel punto, essa lascia il nido per provvedere anch'essa alla loro alimentazione. Se la stagione è buona vengono allevate più covate.